# Erythrolamprus taeniogaster
Erythrolamprus taeniogaster — вид змій родини полозових (Colubridae). Мешкає в Південній Америці.

## Поширення і екологія
Erythrolamprus taeniogaster мешкають в Бразилії, Колумбії, Еквадорі, Перу і Болівії. Вони живуть у вологих тропічних лісах Амазонії, на висоті до 500 м над рівнем моря. Ведуть напівводний спосіб життя, живляться амфібіями і рибою.